# Humphrey Middlemore

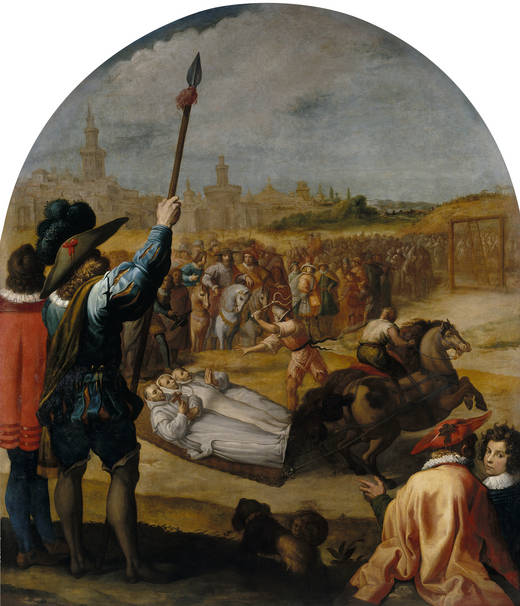
Vicente Carducho: Martyrdom of Humphrey Middlemore, William Exmew and Sebastian Newdigate. Kloster El Paular (Spanien).

Humphrey Middlemore († 19. Juni 1535 in Tyburn, heute West End) war ein englischer Geistlicher und Kartäusermönch. In der römisch-katholischen Kirche wird er als Märtyrer verehrt. Am 9. Dezember 1886 wurde er von Papst Leo XIII. seliggesprochen.

## Leben
Middlemore war der Sohn von Thomas Middlemore aus Edgbaston, Warwickshire, der die Erbin von Sir Henry Edgbaston geheiratet hatte. Middlemores Mutter war Ann Lyttleton aus Pillaton Hall, Staffordshire. Er trat in das London Charterhouse ein. Dort legte er seine Profess ab und wurde zum Priester geweiht. Ihm wurde vom Prior John Houghton auch das Amt des Prokurators übertragen.
1534 bestand Heinrich VIII. nach seiner Heirat mit Anne Boleyn darauf, dass diese von den Eliten des Landes anerkannt werde. Eine königliche Kommission besuchte die Londoner Kartause und forderte von den Mönchen, dass sie den Eid leisteten. Als die Mönche dies ablehnten, wurden John Houghton und Humphrey Middlemore verhaftet und in den Tower gesperrt. Nach Ende Mai leisteten sie den Eid unter dem Vorbehalt „soweit das Gesetz Christi es zulässt“ und kehrten in ihre Kartause zurück.
John Houghton wurde am 4. Mai 1535 in Tyburn gemeinsam mit weiteren Priestern und Mönchen gehängt, ausgeweidet und gevierteilt. Hierauf wurde Middlemore Vikar der Klostergemeinschaft.
Thomas Bedyll, ein königlicher Kommissar, besuchte die Kartause erneut. Er versuchte das Vertrauen der Klostergemeinschaft in den päpstlichen Primat zu erschüttern. Die Bemühungen blieben ohne Erfolg. Darauf wurden die drei führenden Mönche der Londoner Kartause, Vikar Middlemore sowie William Exmew und Sebastian Newdigate, nach Rücksprache mit Thomas Cromwell verhaftet. Zwei Wochen wurden sie gefoltert und sollten dann vor den Rat den Eid ablegen. Dies lehnten sie mit Verweis auf die Bibel und die Kirchenväter ab.
Darauf wurden die drei zum Tode verurteilt und am 19. Juni 1535 in Tyburn gehängt, ausgeweidet und gevierteilt. In Summe fanden 15 Mönche der Londoner Kartause den Tod.